# Pelican Lake, Cochrane District
Pelican Lake är en sjö i Kanada.   Den ligger i Cochrane District och provinsen Ontario, i den sydöstra delen av landet, 800 km nordväst om huvudstaden Ottawa. Pelican Lake ligger 227 meter över havet.
I omgivningarna runt Pelican Lake växer i huvudsak blandskog. Trakten runt Pelican Lake är nära nog obefolkad, med mindre än två invånare per kvadratkilometer.